# کرواسی
کرواسی (به کروات: Hrvatska)، با نام رسمی جمهوری کرواسی (به کروات: Republika Hrvatska)، کشوری است واقع در منطقه بالکان (جنوب مرکزی اروپا) که از شمال با اسلوونی و مجارستان، از شمال شرقی با صربستان، از شرق با بوسنی و هرزگوین و از جنوب با مونته‌نگرو و دریای آدریاتیک هم‌مرز است. کرواسی به ۲۰ استان تقسیم شده و زاگرب پایتخت و بزرگ‌ترین شهر کرواسی است. جمعیت کرواسی ۳ میلیون و ۹۰۱ هزار نفر است که اغلب آن‌ها از قوم کروات هستند. مذهب رایج این کشور مسیحیت کاتولیک است و زبان رسمی آن زبان کرواتی و واحد پول این کشور از سال ۲۰۲۳ یورو است.
کرواسی با شاخص توسعه انسانی ۰٫۸۰۵ جز کشورهای توسعه یافته دنیا قرار دارد. درآمد سرانه این کشور بر اساس برآورد سال ۲۰۱۴ معادل ۱۳٬۹۲۰ دلار بر اساس ارزش رسمی و ۱۸٬۳۱۴ دلار بر اساس قدرت برابری خرید است. گردشگری از منبع‌های اصلی این کشور است که ۲۰ درصد کل تولید اقتصادی این کشور را شامل می‌شود. نظام حکومتی کرواسی جمهوری پارلمانی تک‌مجلسی است. این کشور در سازمان‌های بین‌المللی مختلفی از جمله اتحادیه اروپا عضویت دارد و در سال‌های ۹–۲۰۰۸ عضو غیردائم شورای امنیت سازمان ملل متحد بوده است.
کرواسی در سال ۱۹۱۸، پس از پایان جنگ جهانی اول از امپراتوری اتریش-مجارستان جدا شده و در پادشاهی یوگسلاوی ادغام شد. بعد از جنگ جهانی دوم کرواسی یکی از واحدهای مؤسس جمهوری فدرال یوگسلاوی شد. این کشور به همراه اسلوونی در ۲۵ ژوئن ۱۹۹۱ از یوگسلاوی اعلام استقلال کردند و هر کدام کشور مستقل شدند. جنگ استقلال کرواسی حدود چهار سال به طول کشید و با موفقیت استقلال‌طلبان به پایان‌رسید.

## ریشه‌شناسی نام
نام کرواسی از لاتین میانه، که این نیز از اسلاوی شمال -غربی *Xrovat- و از نیا - اسلاوی *Xŭrvatŭ و ا].

## تاریخ
کرواسی یکی از جمهوری‌های کشور یوگسلاوی بود و در ۲۵ ژوئن ۱۹۹۱ از یوگسلاوی جدا شد و اعلام استقلال کرد.
دولت کرواسی در مه و اوت ۱۹۹۵ دو عملیات به نام‌های فلش و طوفان در مناطق صرب نشین کرد که با پیروزی ارتش کرواسی همراه بود. در جریان این حمله چهار نفر از نیروهای حافظ صلح سازمان ملل کشته شدند.
دادگاه بین‌المللی لاهه، سه ژنرال کرواسی از جمله آنته گوتووینا را به جنایات جنگی علیه صرب‌ها محکوم کرد و ۲۴ سال زندان برای او در نظر گرفت؛ ولی در نوامبر ۲۰۱۲ دادگاه استیناف ژنرال‌ها را بی‌گناه شناخت. دادگاه، فراری دادن مردم غیرنظامی را به عنوان نسل‌کشی تأیید نکرد. بدین ترتیب دادگاه به بی گناهی ژنرال‌ها حکم کرد. ژنرال‌ها آزاد شدند و به کرواسی بازگشتند.

### پیش‌ از تاریخ
کرواسی امروزی در سراسر دوره پیش‌ازتاریخ مسکونی بوده است. فسیل‌های نئاندرتال‌ها مربوط به دوره پارینه سنگی میانی در شمال کرواسی کشف شدند که در سایت‌باستانی کراپینا ارائه شده است. بقایای تمدن‌هایی مربوط به عصر نوسنگی و مس در مناطق مختلف کرواسی یافت شده.بیشتر سایت‌های باستانی در دره‌های شمال این کشور قرار دارند. سرزمین کرواسی در عصرآهن میزبان تمدن اولیه هالشتات بود.

### دوران‌ باستان

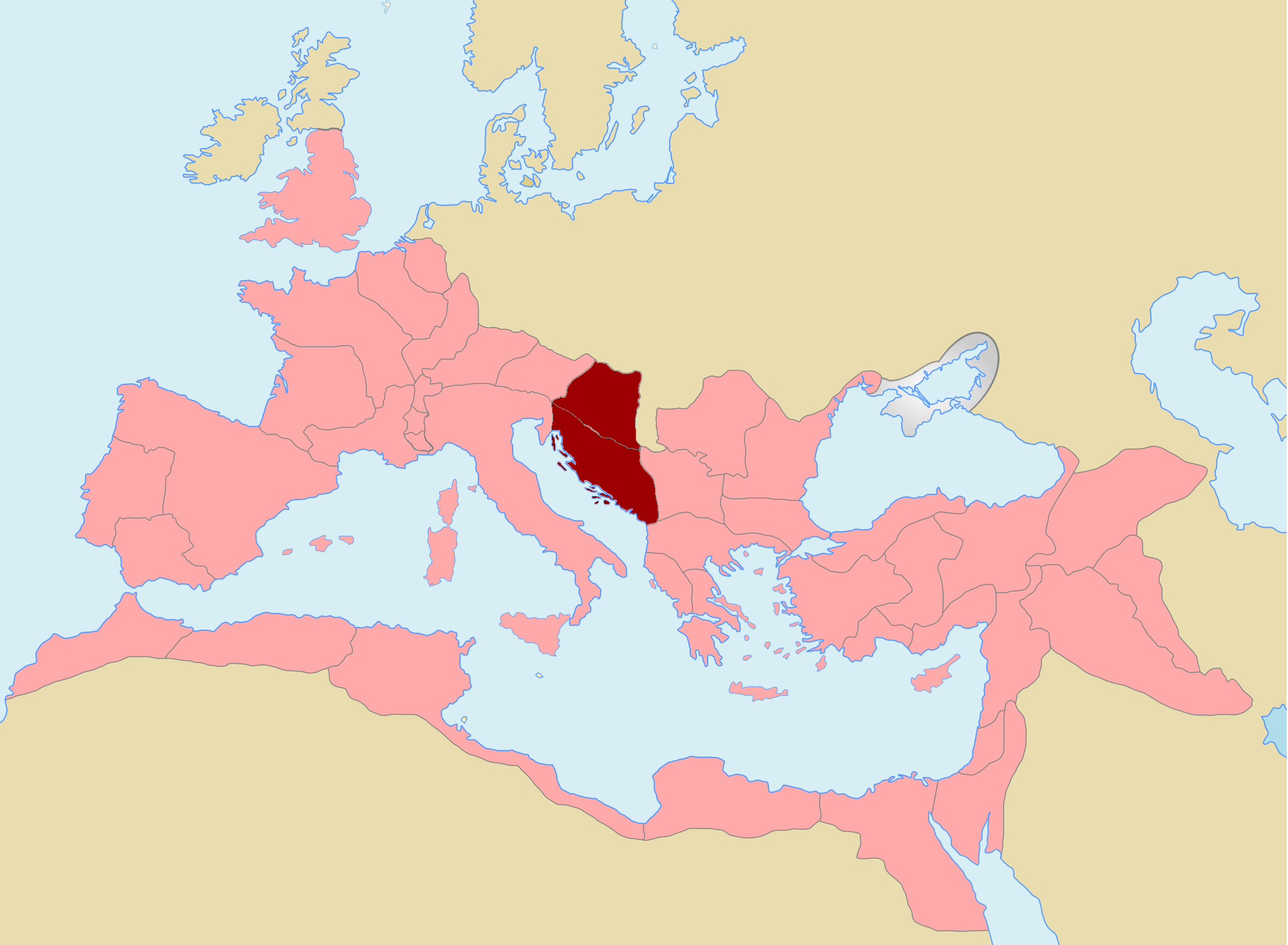
ایلیریکوم یکی از استان‌های روم

مدت‌ها بعد، ایلیری‌ها و لیبورنیا، سرزمین کرواسی را برای سکونت برگزیدند، در همین حال نخستین مستعمرات یونانی‌ها در جزایر هوار، کورچولا و ویس متولد شدند. در سال ۹ میلادی سرزمین کرواسی امروزی بخشی از امپراتوری روم شد. امپراتور دیوکلتیان متولد شهر سالونا در این منطقه بود. او یک کاخ بزرگ در اسپلیت ساخته بود که پس از کناره‌گیری از سلطنت در سال ۳۰۵ میلادی در آن بازنشسته شد.

در طول قرن پنجم میلادی، واپسین امپراتور رسمی روم غربی، ژولیوس نپوس، پس از فرار از ایتالیا در سال ۴۷۵ میلادی، از کاخ دیوکلتیان بر قلمروی کوچک باقی مانده از روم‌غربی حکومت کرد.این دوره با حمله آوارها و کروات‌ها در نیمه اول قرن هفتم میلادی و تخریب تقریباً تمام شهرهای رومی به پایان می‌رسد. بازماندگان رومی به مکان‌های مطلوب تر در سواحل، جزایر و کوه‌ها عقب‌نشینی کردند. شهر دوبروونیک توسط بازماندگان اپیداروم که مستعمره یونان بودند ساخته شد.

## جغرافیا
کرواسی صد و بیست و هفتمین کشور جهان از لحاظ وسعت است و در مرکز و جنوب شرق اروپا واقع شده است. دریای آدریاتیک در جنوب باختری این کشور قرار دار د. پایتخت این کشور زاگرب است و دیگر شهرهای بزرگ و مهم کرواسی دوبرونیک، پولا، اسپلیت، واراژدین، رییکا، اوسییک، کارلوواتس، زادار و سیساک هستند.
وسعت کرواسی ۵۶٬۵۹۴ کیلومتر مربع می‌باشد و بیشتر مناطق آن آب‌وهوای مدیترانه‌ای و قاره‌ای دارند. مناطق مرتفع کرواسی در کوه‌های آلپ دیناری قرار دارد که بلندترین قلّه آن دینارا با ۱۸۳۱ متر است. این قله در جنوب کشور و در نزدیکی مرز بوسنی و هرزگوین قرار دارد. کرواسی در سواحل دریای آدریاتیک خود بیش از یک هزار جزیره دارد که ۴۸ جزیره آن ساکنان دائمی دارد. بزرگ‌ترین این جزیره‌ها کِرِس و کِرک هستند که هر یک مساحتی نزدیک به ۴۰۵ کیلومتر مربع دارند.
از تپه‌ماهور‌های بخش شمالی زاگوریه (پشت کوه) و دشت‌های هموار منطقه تاریخی اسلاونیا در شرق (که بخشی از جلگه پانونی است) رودخانه‌های بزرگی گذر می‌کند. عمده‌ترین این رودها ساوا، دراوا، کوپا و دانوب هستند. دانوب که دومین رودخانه بزرگ اروپا است از میان شهر ووکوار در منتهی‌الیه شرق کرواسی عبور می‌کند و بخشی از مرز با صربستان را تشکیل می‌دهد. نواحی مرکزی و جنوبی نزدیک به کرانه‌های آدریاتیک و جزایر این دریا متشکل از کوه‌های کم‌ارتفاع و بلندی‌های جنگلی است.
منابع طبیعی کرواسی که مقادیر آن‌ها برای تولید کافی است عبارتند از نفت، زغال‌سنگ، بوکسیت، کانی درجه پایین آهن، کلسیم، گچ، آسفالت طبیعی، سیلیکا، میکا، انواع گِل‌ها، نمک و نیروی برق آبی.

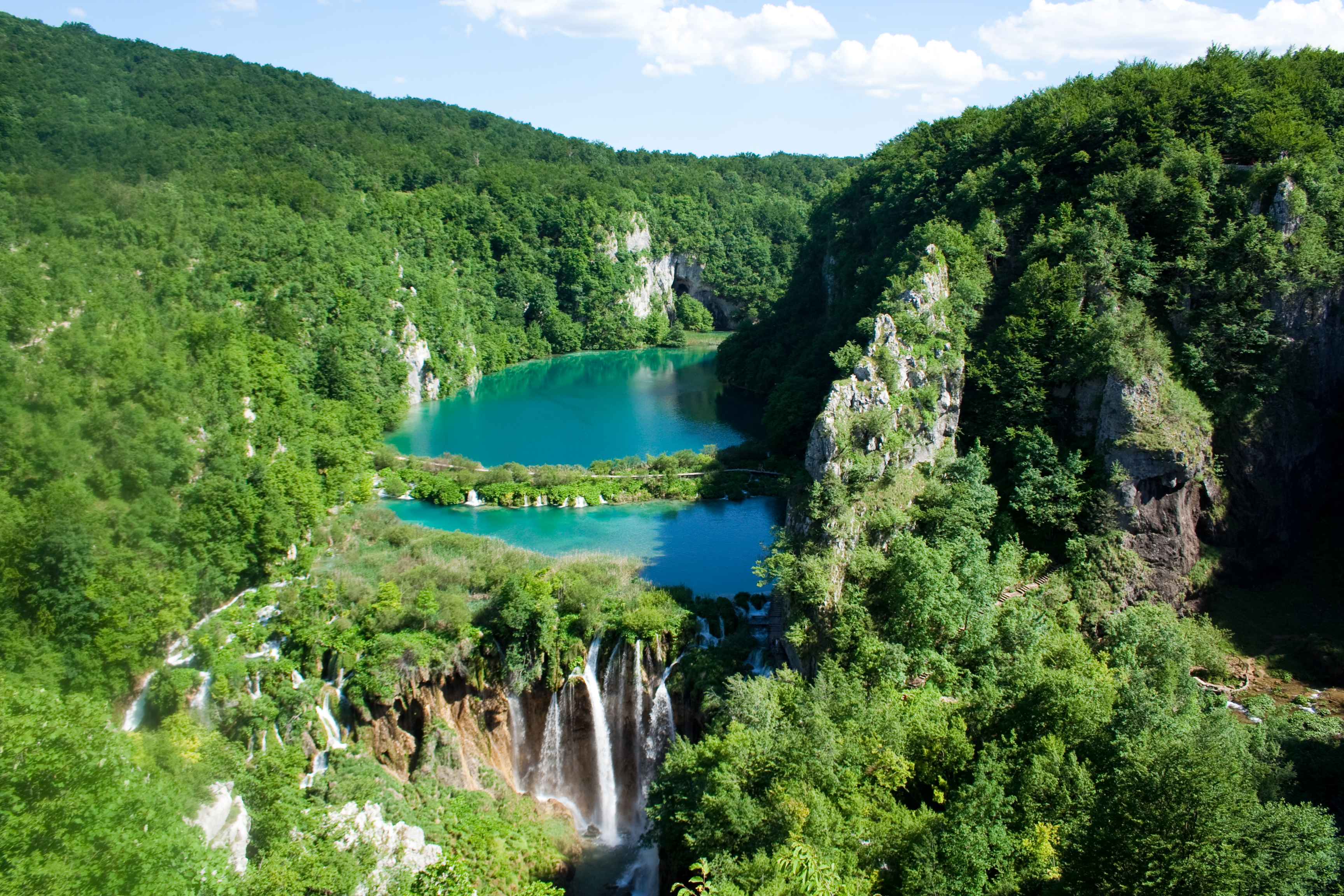
پارک ملی دریاچه‌های پلیتویک
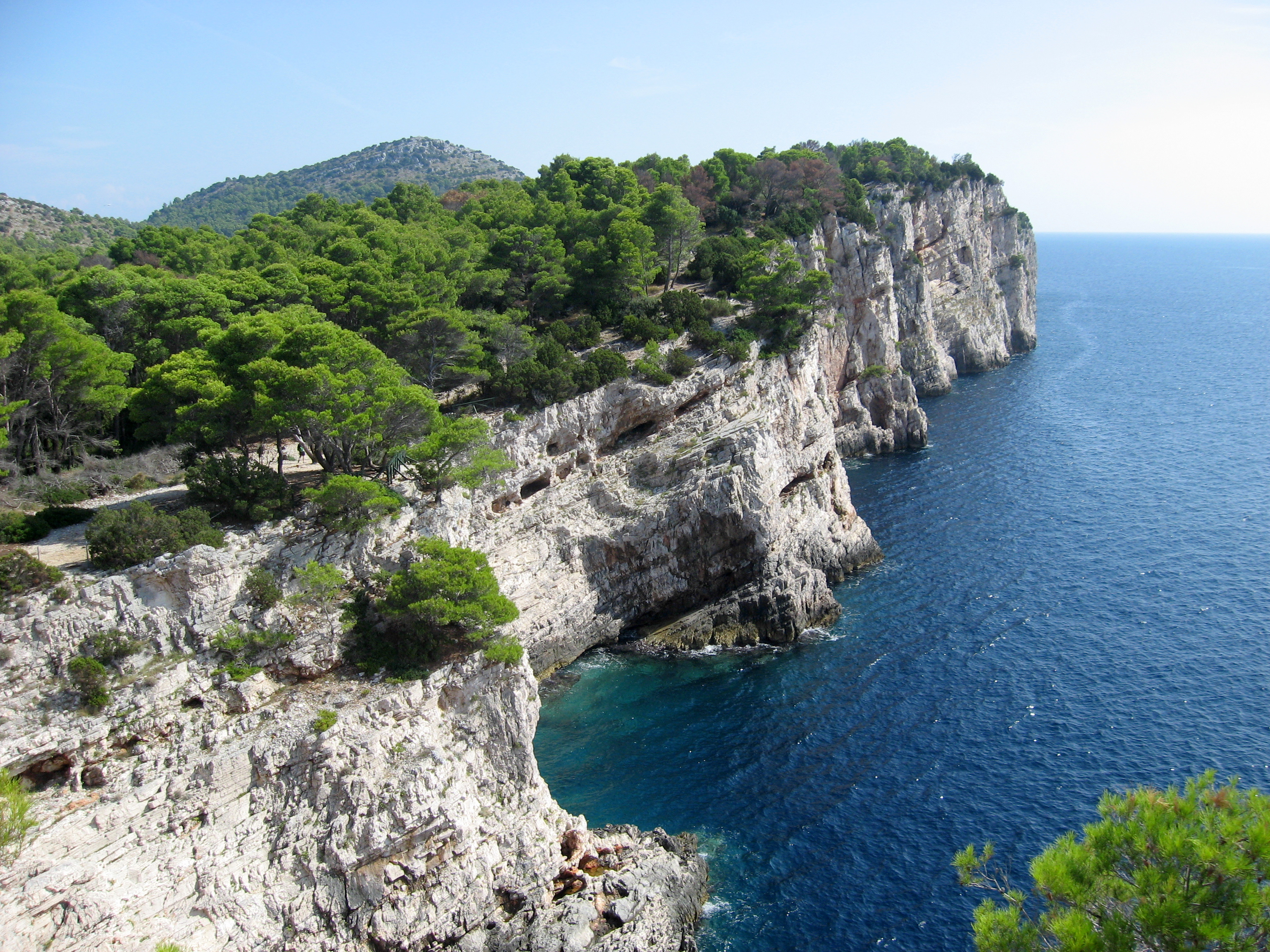
صخره‌ها در یک پارک طبیعی
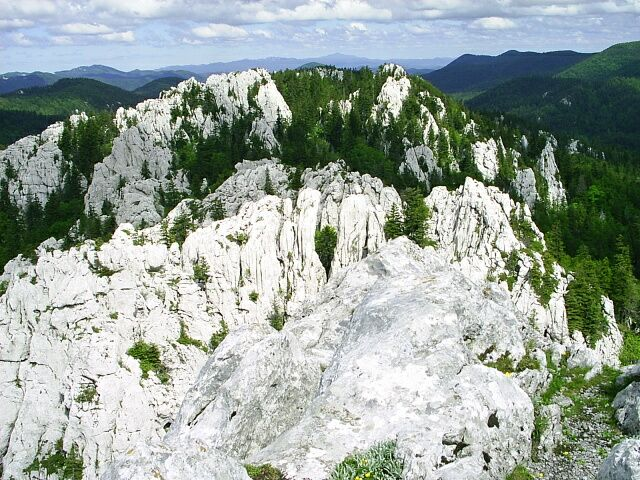
طبیعت استان پریموری-گورسکی
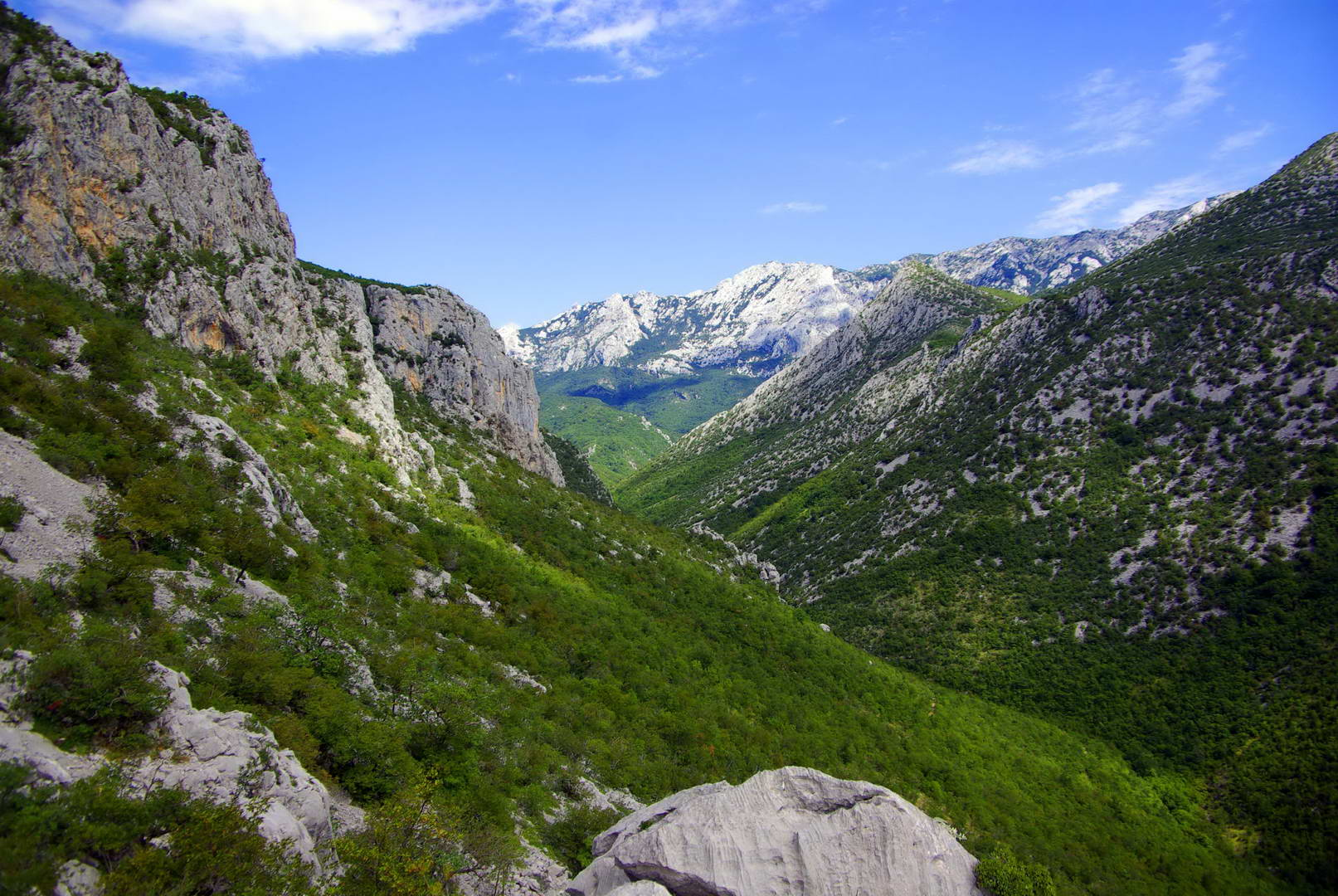
نمایی از طبیعت کرواسی
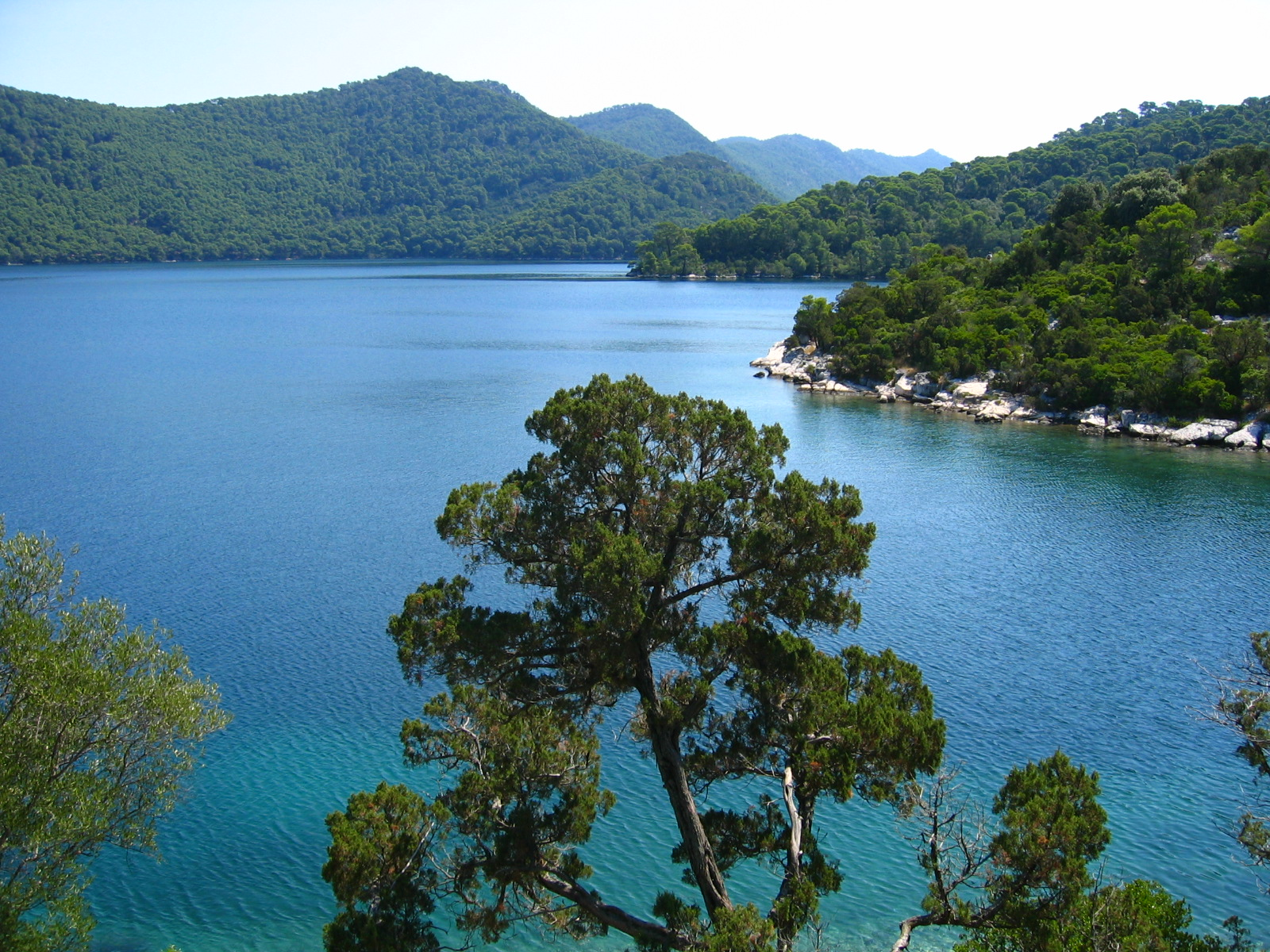
کرواسی دارای بیش از هزار جزیره است
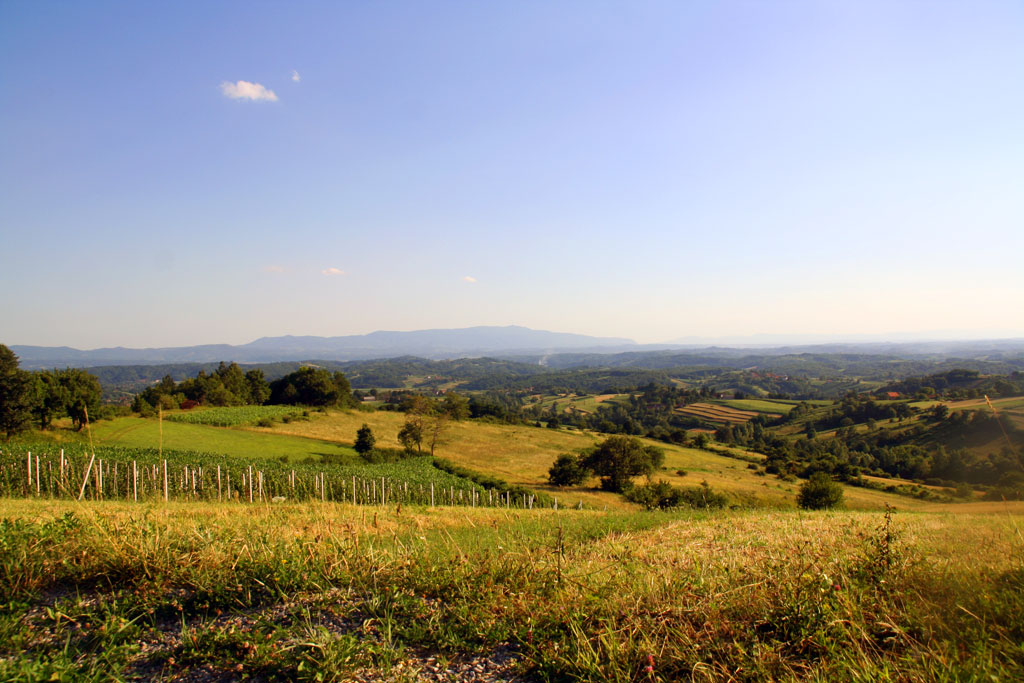
زمین‌های منطقه زاگوریه کرواسی

### تقسیمات کشوری
کرواسی به ۲۰ استان تقسیم می‌شود. شهر زاگرب که پایتخت کشور است هم به عنوان یک شهر و هم به عنوان یک استان به‌شمار می‌آید و این در حالی است که این شهر و استان به نوبه خود از سوی استان دیگری که زاگرب نام دارد احاطه شده است. استان‌های کرواسی به ۴۲۸ بخش تقسیم شده‌اند و ۱۲۸ شهر را شامل می‌شوند.

## سیاست

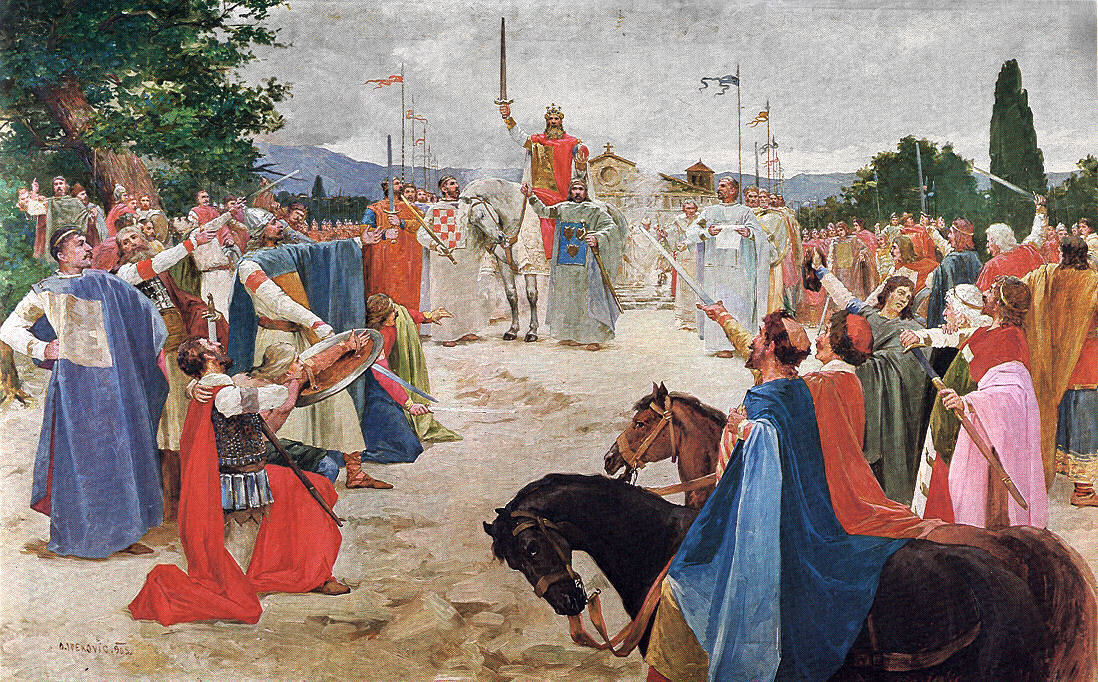
اوتون ایوکوویچ، تاجگذاری پادشاه تومیسلاو

بر اساس قانون اساسی مصوب سال ۱۹۹۰، نظام سیاسی کشور کرواسی جمهوری است که از سال ۲۰۰۰ با سیستم پارلمانی اداره می‌شود. رئیس‌جمهور به عنوان رئیس کشور، با رای مستقیم مردم و برای یک دورهٔ پنج ساله انتخاب می‌شود که این امر، تنها برای دو دوره پیاپی امکان‌پذیر است. رئیس‌جمهور کرواسی، فرماندهی نیروهای مسلح را در کنار تعیین سیاست‌های خارجی این کشور بر عهده دارد. همچنین معرفی نخست‌وزیر به پارلمان، برای گرفتن رای اعتماد، توسط رئیس‌جمهور انجام می‌گیرد. ریاست جمهوری کرواسی تنها نقشی تشریفاتی است و وظایف عمده امور اجرایی بر عهده نخست‌وزیر است.
در سال ۲۰۲۰ نخست‌وزیر پیشین، رئیس‌جمهور کرواسی شد. زوران میلانوویچ که کاندیدای حزب مخالف در انتخابات بود توانست با اختلاف اندکی از رقیب خود کولیندا گرابار-کیتاروویچ که اولین رئیس‌جمهور زن تاریخ کرواسی بود پیشی گرفته و بر مسند ریاست جمهوری بنشیند. زوران میلانوویچ، نامزد سوسیال دموکرات حزب مخالف «اتحادیه دموکراتیک کرواسی» (HDZ) بر خلاف انتظارها روز ۱۱ ژانویه ۲۰۲۰ پیروزی را در انتخابات ریاست جمهوری این کشور از آن خود کرد. او که پیش از این نخست‌وزیر کرواسی بود توانست در دور دوم انتخابات بر رقیب خود کولیندا گربار، رئیس‌جمهور کنونی کشور پیشی بگیرد.
حزب «اتحادیه دموکراتیک کرواسی» که پیش از این برای سال‌های متمادی در رأس قدرت بود پیشینه‌ای از دست داشتن در موارد متعددی از فساد از خود بر جا گذاشته است.
ایوو سانادر، رهبر سابق این حزب و نخست‌وزیر پیشین کرواسی در حال گذراندن مجازات ۱۰ سال زندان خود به اتهام دست داشتن در فساد مالی است.

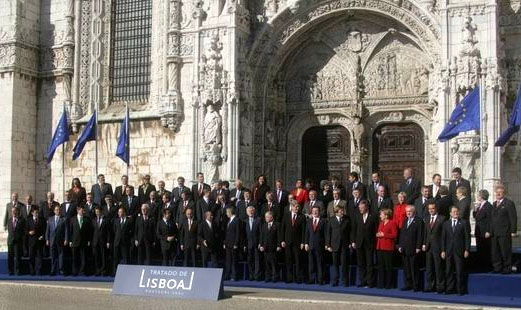

کرواسی بیست و هشتمین عضو اتحادیه اروپا است. پس از ۱۰ سال مذاکره فشرده سرانجام این کشور موفق شد نظر مثبت اتحادیه اروپا را برای عضویت به دست آورد. قرارداد الحاق کرواسی به اتحادیه اروپا در دسامبر سال ۲۰۱۱ امضا شد. عضویت کرواسی در اتحادیه اروپا در یکم ژوئیه ۲۰۰۳ انجام شد. کرواسی پس از اسلوونی دومین کشور از یوگسلاوی سابق بود که به عضویت اتحادیه اروپا درآمد.
پناهجویان زیادی خواستار عبور از مرزهای کرواسی در مسیر خود به اروپای غربی هستند. مسیر موسوم به «بالکان» مسیری است که ترکیه را به یونان و مقدونیه، صربستان و کرواسی را از طریق اسلوونی به اروپای غربی متصل می‌کند. کرواسی تنها به‌شمار اندکی اجازه عبور از مرز را می‌دهد دلیل این تصمیم آن است که اردوگاه مرزی اوپاتووک ۳۵۰۰ آواره را در حال حاضر سامان داده و ظرفیتش تکمیل شده است.
کرواسی یکی از کشورهای امن در اروپا به شمار می‌رود و از نظر امنیت عمومی، در رتبه‌بندی‌های جهانی جایگاه بالایی دارد. به‌طور کلی، میزان جرم و جنایت در کرواسی پایین است و مردم این کشور به‌طور عمومی به یکدیگر احترام می‌گذارند. همچنین، کرواسی به‌عنوان کشوری عضو اتحادیه اروپا و ناتو، تحت نظارت‌های امنیتی بین‌المللی قرار دارد که این موضوع به افزایش احساس امنیت در این کشور کمک کرده است.

## نیروی نظامی

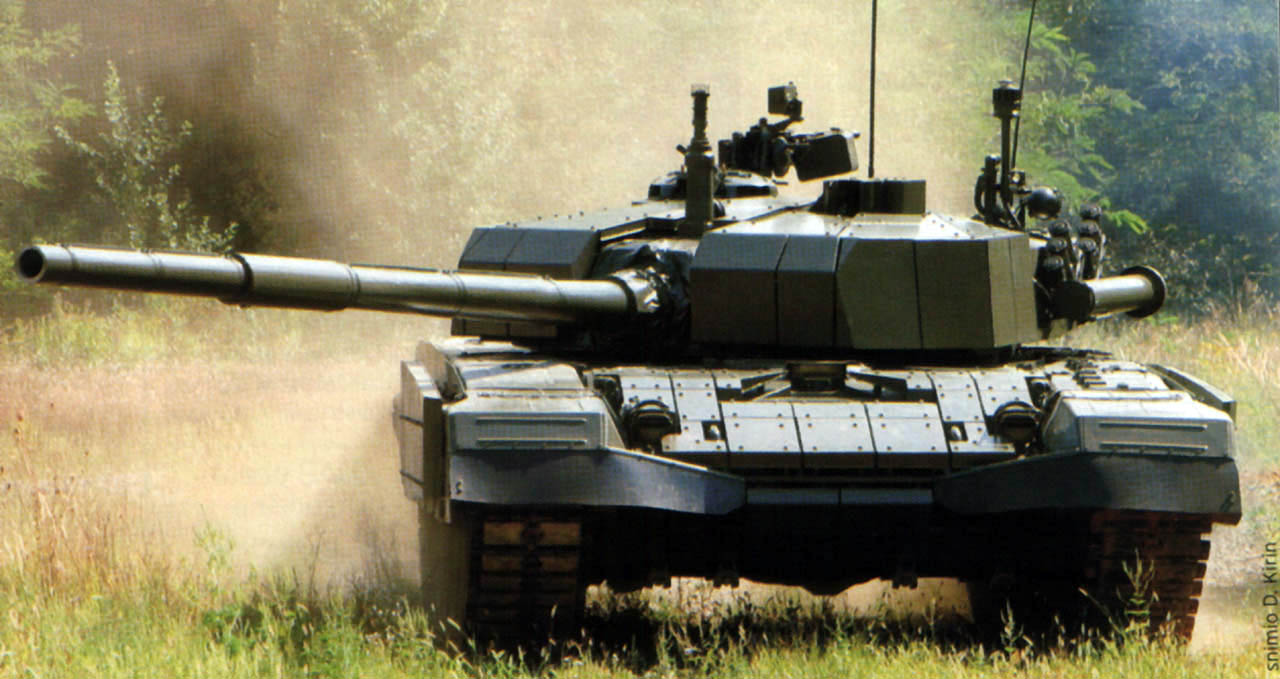
تانک رزم اصلی ارتش کرواسی

نیروهای مسلح کرواسی (CAF) شامل نیروهای نیروی زمینی، نیروی هوایی و نیرو دریایی است. طبق قانون اساسی، رئیس‌جمهور، فرمانده کل نیروهای مسلح است و در صورت تهدید فوری در طول جنگ، به‌طور مستقیم به ستاد عمومی نیروها دستور خواهد داد.
بودجه نظامی این کشور بسیار پایین است؛ همچنین خدمت سربازی در ژانویه ۲۰۰۸ لغو شد. تا سال ۲۰۰۸، خدمات نظامی برای مردان در سن ۱۸ سالگی اجباری بود و نیروهای ارتش در خدمت، دارای شغل و مأموریت شش‌ماهه بودند. همچنین افراد واجد شرایط می‌توانستند خدمات هشت‌ماهه غیرنظامی را انتخاب کنند.
کرواسی همچنین بخش صنعت نظامی برجسته‌ای دارد که در سال ۲۰۱۰ حدود ۱۲۰ میلیون دلار تجهیزات نظامی و تسلیحات صادر کرد. سلاح‌های کرواسی و وسایل نقلیه مورد استفاده توسط CAF شامل HSarm HS2000 ساخته شده توسط HS Produkt و مخزن نبرد M-84D طراحی شده توسط کارخانه Đuro Đaković است. لباس‌ها و کلاه‌های پوشیده شده توسط سربازان CAF نیز به صورت کاملاً بومی تولید و به‌طور موفقیت‌آمیزی به دیگر کشورها صادر می‌شوند.

## اقتصاد
از ابتدای ژانویه سال ۲۰۲۳ میلادی واحد پول رسمی کشور کرواسی به یورو تغییر یافت.
تا پیش از آن یکای پول کرواسی کونا بود که هر کونا به ۱۰۰ لیپا تقسیم می‌شود.
وجود حدود ۳۰۰ بندر کوچک و بزرگ در دریای آدریاتیک باعث رونق نسبی اقتصاد کرواسی و همچنین گسترش زیاد صنعت گردشگری شده است.
این کشور با خود مشکلات فراوان اقتصادی به اتحادیه اروپا می‌آورد. اقتصاد و صنعت کرواسی به شدت آسیب دیده، شمار بیکاران افزایش یافته و سامان اجتماعی آن در حال فروپاشی است. کرواسی پس از رومانی و بلغارستان سومین کشوری است که بیشترین فقر را در اتحادیه اروپا دارد.
پیشرفت‌های زیربنایی اخیر کرواسی کاملاً مشهود است. یکی از بخش‌های مهم شبکه توسعه سریع آن است که در اواخر دهه ۱۹۹۰ و به ویژه در دهه ۲۰۰۰ ساخته شده است. تا سپتامبر ۲۰۱۱، کرواسی بیش از ۱۱۰۰ کیلومتر از بزرگراه‌ها را متصل کرد، زاگرب را به بیشتر مناطق دیگر متصل کرد. بزرگراه‌ها و راه‌های این کشور دارای کیفیت بسیار بالایی هستند و سطح بالای کیفیت و ایمنی شبکه بزرگراه کرواسی توسط چندین برنامه EuroTAP و EuroTest مورد تأیید قرار گرفت.

کرواسی دارای شبکه راه‌آهن گسترده‌ای است که ۲۷۲۲ کیلومتر (۶۹۱ مایل) را شامل می‌شود. به صورت جزئی‌تر، شامل ۹۸۴ کیلومتر (۶۱۱ مایل) از راه‌آهن الکتریکی و ۲۵۴ کیلومتر (۱۵۸ مایل) راه‌آهن دو طرفه است.

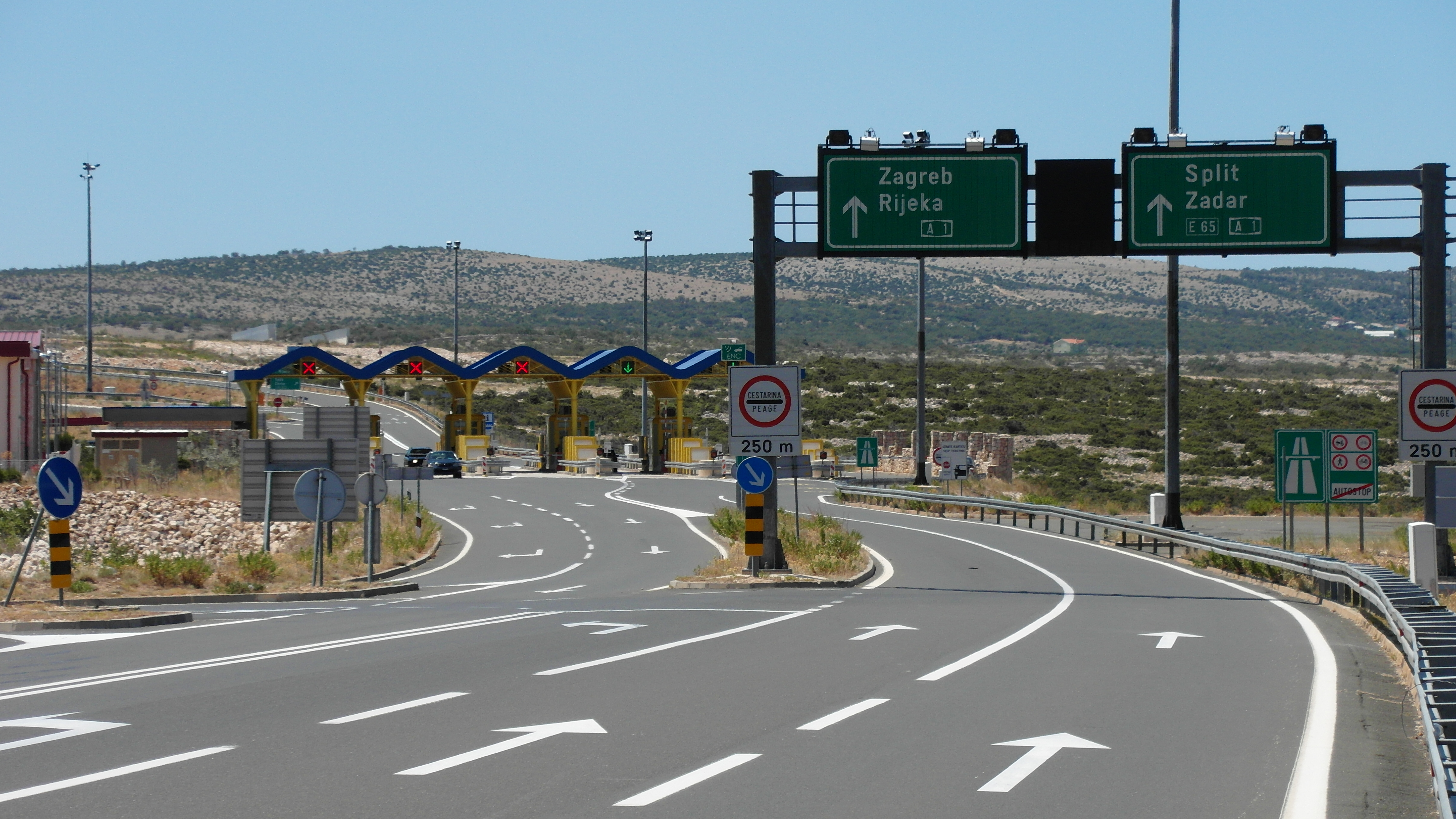
فرودگاه زاگرب ، یکی از بهترین فرودگاه‌های این کشور
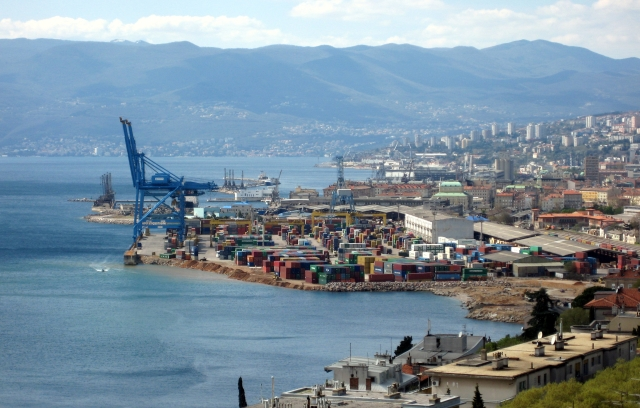
بندر ریجکا
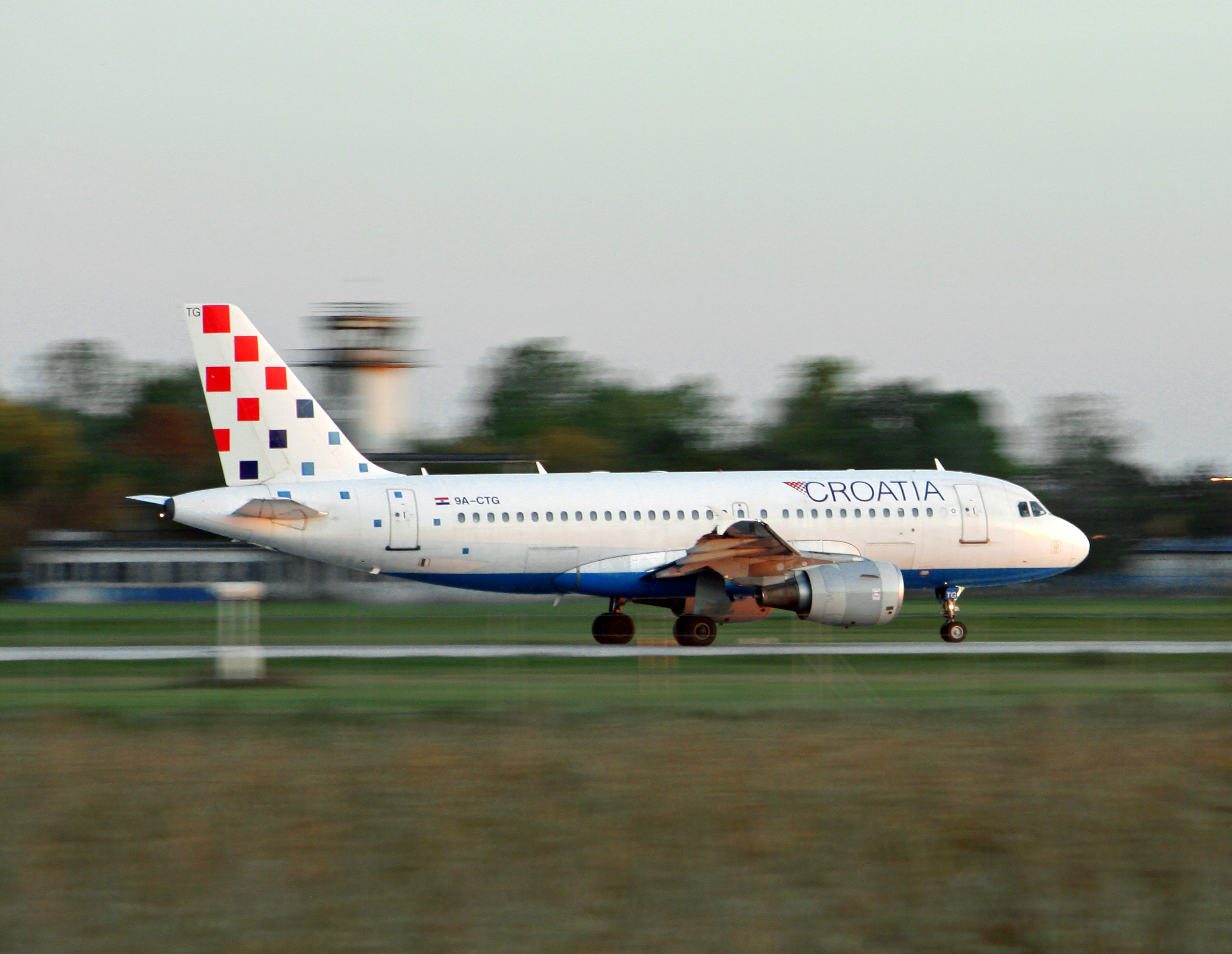
یک فروند هواپیما متعلق به شرکت هواپیمایی کرواسی
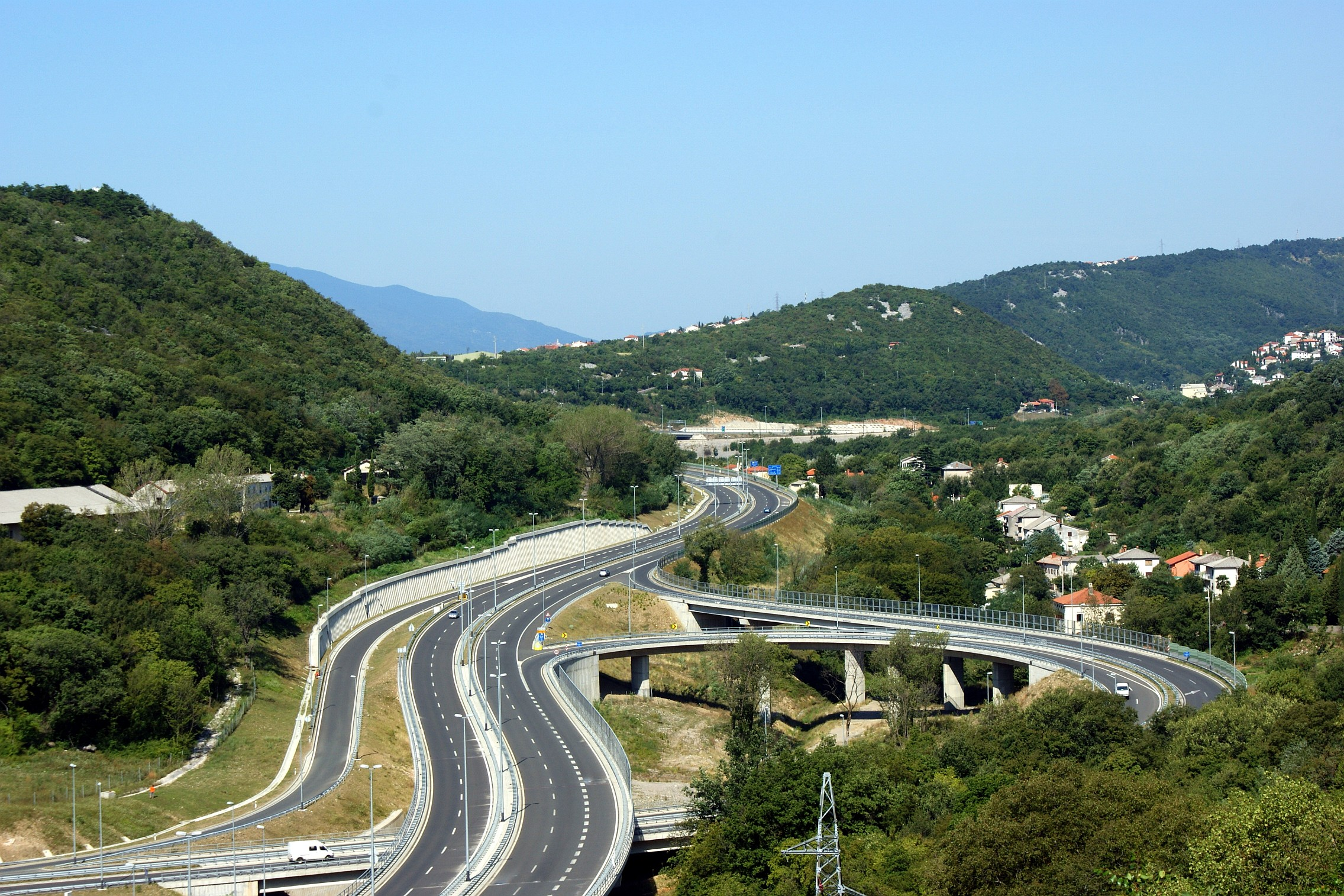
یک بزرگراه در کرواسی
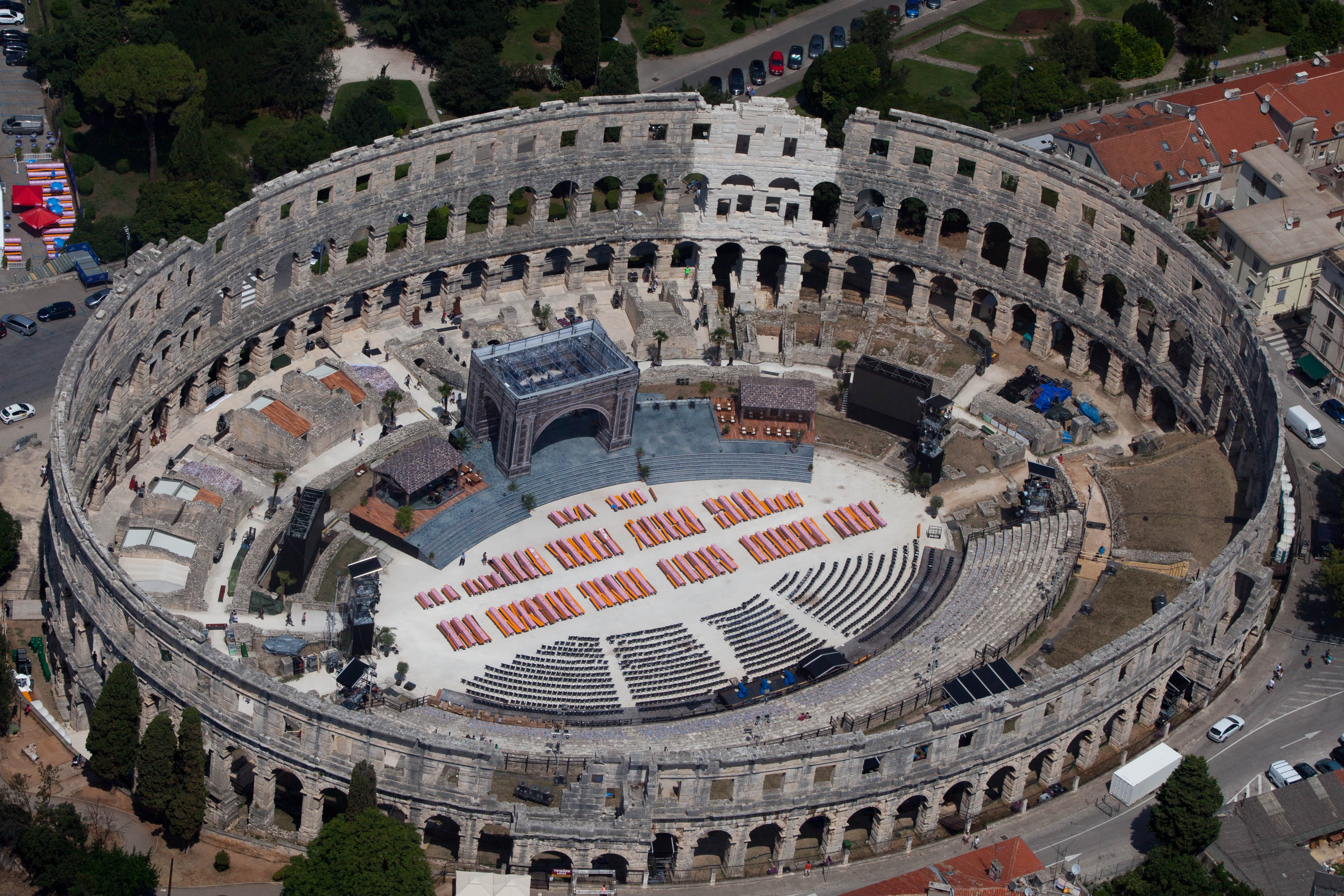
تماشاخانه پائولا
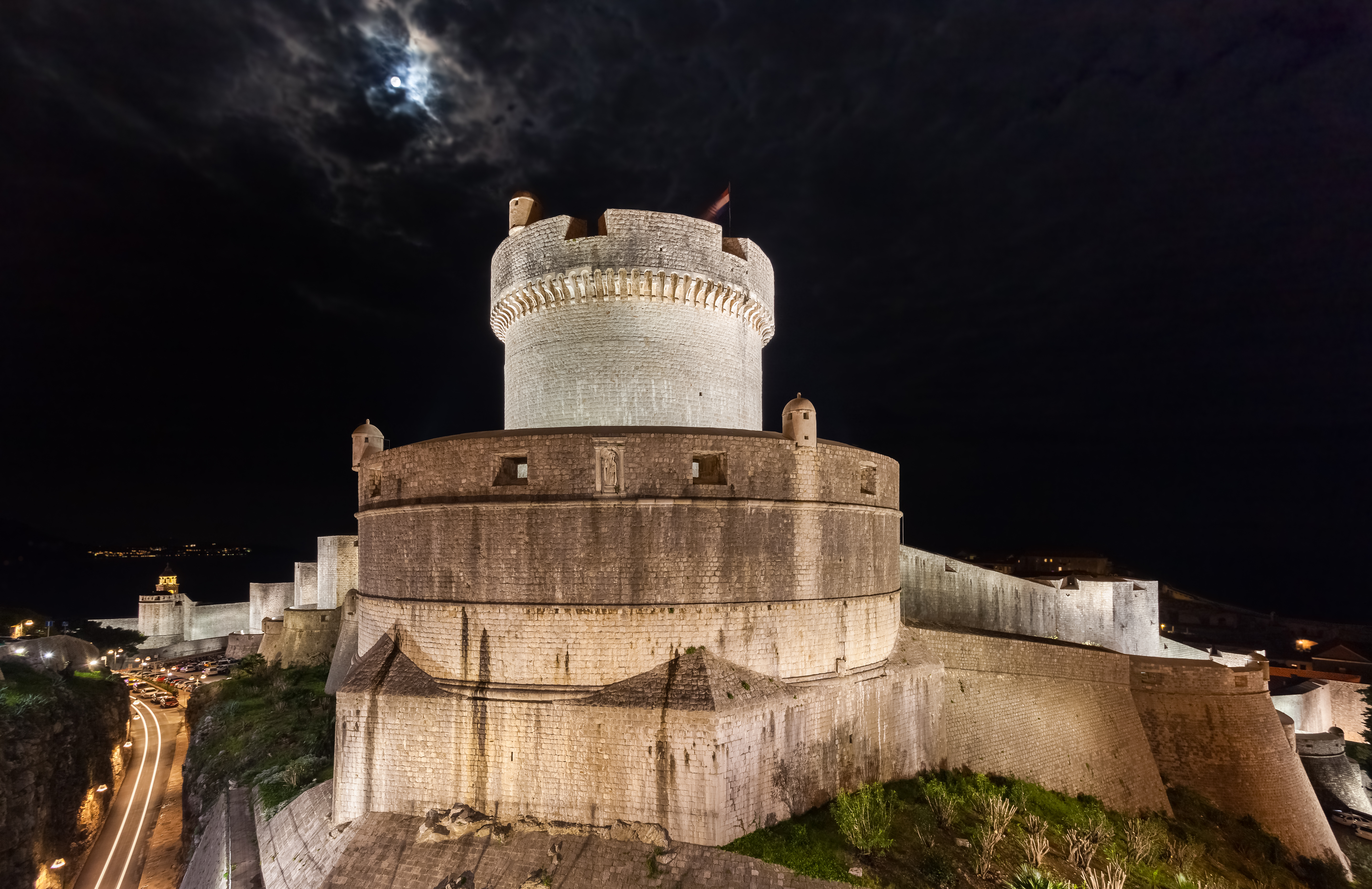
دوبروونیک

## دامپروری
بر اساس گزارش فائو در سال ۲۰۱۹ تعداد دام زنده موجود در کرواسی به این شرح بوده است:
گوسفند (۶۵۸٬۰۰۰) - خوک (۱٬۰۲۲٬۰۰۰) - بز (۸۲٬۰۰۰) - گاو (۴۲۰٬۰۰۰)

## مردم و فرهنگ

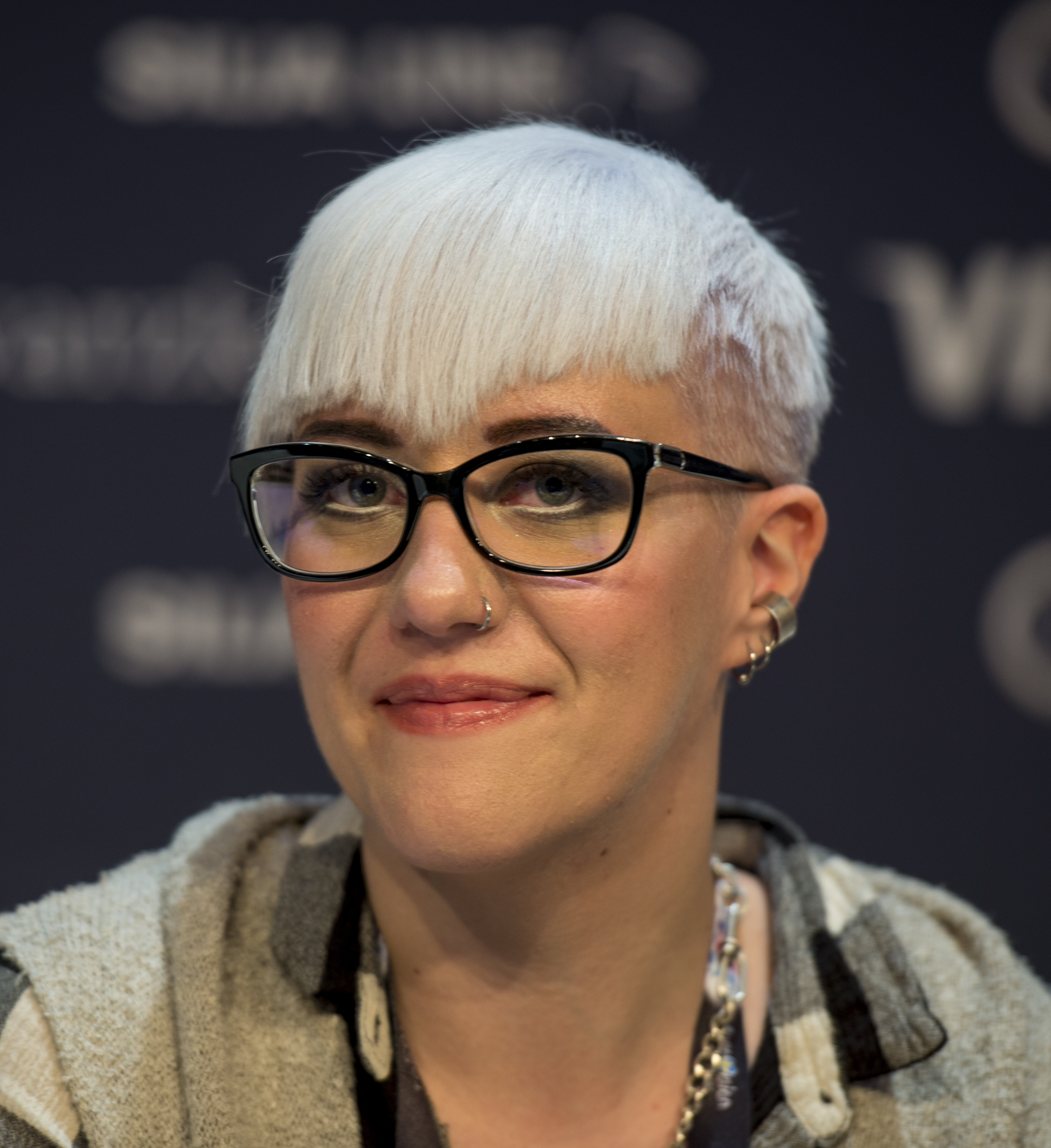
نینا کرالجیچ خواننده اهل کرواسی

جمعیت کرواسی بر اساس تخمین سال ۲۰۲۱ حدود سه میلیون و هشتصد و هفتاد هزار نفر بوده است. نرخ باروری کلی در این کشور ۱٫۵ فرزند برای هر مادر است که یکی از کمترین‌ها در دنیا محسوب می‌شود. از سال ۱۹۹۱ تاکنون رشد جمعیت طبیعی این کشور منفی بوده است. امید به زندگی در این کشور ۷۵٫۷ سال است. کرواسی در بین تمامی شش کشور یوگسلاوی ترکیب قومیتی یک دست تری دارد. ۹۰٪ مردم کشور از قوم کروات هستند. حدود ۴٫۴٪ صرب و بقیه بوسنیایی، مجار، ایتالیایی، اسلوون، آلمانی، چک و کولی هستند.
دین ۹۳٪ مردم کرواسی مسیحی است. حدود ۲٪ از کل جمعیت کرواسی مسلمان هستند که شامل مهاجران بوسنیایی و آلبانیایی‌ها می‌شود و جمعیت آنها بین ۲۵۰ تا ۳۰۰ هزار نفر برآورد می‌شود.
زبان رسمی کرواسی، کرواتی نام دارد که با الفبای لاتین (همانند انگلیسی) نوشته می‌شود. همچنین الفبای سیریلیک (همانند روسی) نیز در برخی نقاط استفاده می‌شود.
این کشور دارای مردمی بافرهنگ است. تقریباً ۹۸٪ مردم کرواسی باسواد هستند. تحصیل در دوره ابتدایی برای همه کودکان (۶ تا ۱۵ ساله) اجباری و رایگان است. در کشور کرواسی ۶۷ دانشگاه وجود دارد. دانشگاه زاگرب که قدیمی‌ترین دانشگاه ملی کرواسی به‌شمار می‌رود در سال ۱۶۶۹ میلادی تأسیس شده است؛ یعنی قدمتی برابر ۳۴۰ ساله دارد.

### دین
کرواسی دین رسمی ندارد. آزادی ادیان در کرواسی یک حق است که در قانون اساسی نیز به رسمیت شناخته شده است و تمامی جوامع دینی را در برابر دولت برابر می‌داند. بنا بر سرشماری سال ۲۰۱۱، ۹۱٬۳۶٪ از کروات‌ها خود را مسیحی می‌دانستند که در این‌ها، کاتولیک‌ها با ۸۶٬۲۸٪ جمعیت بزرگ‌ترین گروه بودند و پس از آن، ارتودوکس‌ها با ۴٬۴۴٪، پروتستان‌ها (۰٬۳۴٪) و دیگر مسیحی‌ها (۰٬۳۰٪) بودند. اسلام در کرواسی بزرگ‌ترین دین در کرواسی پس از مسیحیت است که برابر با (۱٬۴۷٪) است. ۴٬۵۷٪ از مردم خود را بی‌دین می‌دانند. در یک نظر خواهی در سال ۲۰۱۰، ۶۹٪ به «وجود یک خدا» باور داشتند. در یک نظرسنجی در سال ۲۰۰۹، ۷۰٪ مردم به پرسش «آیا دین بخش مهمی از زندگی شماست» پاسخ بله دادند. با این وجود، تنها ۲۴٪ از مردم پیوسته روزانه امور دینی را انجام می‌دهند.

## ورزش

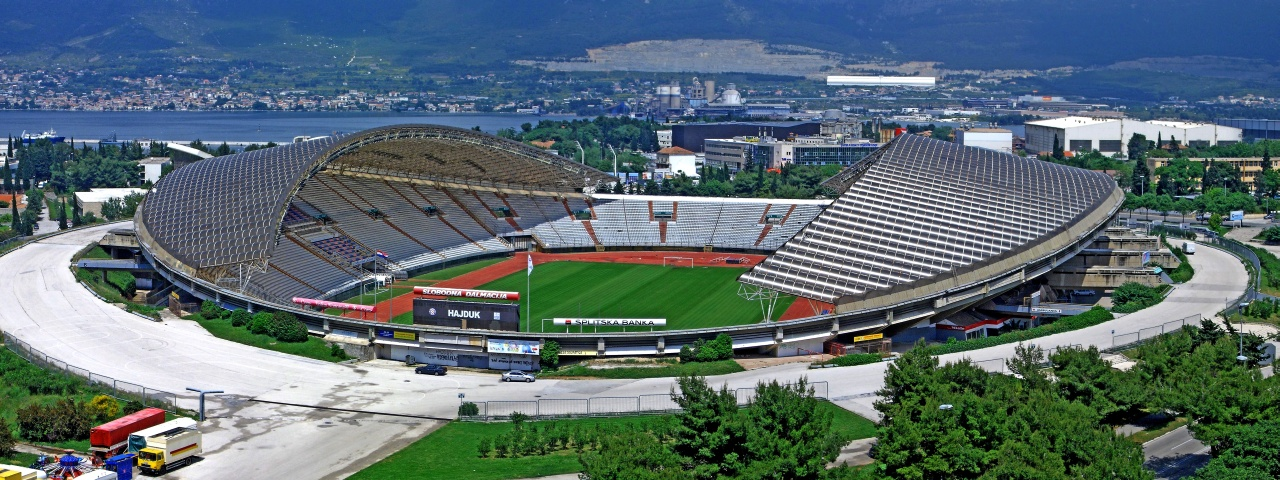
نمایی از ورزشگاه پولیود

فوتبال ورزش محبوب و نخست این کشور است؛ تیم ملی فوتبال کرواسی سابقه نایب قهرمانی در جام جهانی را نیز دارد. این کشور همچنین در بازی‌های المپیک نیز افتخارات متعددی دارد. تیم ملی فوتبال کرواسی با غلبه بر انگلستان در جام جهانی ۲۰۱۸، حریف فرانسه در فینال شد. سرانجام با نتیجه ۴ بر ۲ مغلوب فرانسه شده و نایب قهرمان گردید. لوکا مودریچ بازیکن تیم ملی فوتبال این کشور نیز برنده توپ طلای سال ۲۰۱۸ شد.
چندین ورزش مهم گروهی مثل: هندبال، بسکتبال و واترپلو، دارای باشگاه‌هایی در تمام مناطق کرواسی است. هاکی روی یخ یکی دیگر از ورزش‌های محبوب گروهی در این کشور می‌باشد. مشهورترین ورزش‌های فردی در کرواسی: تنیس، اسکی آلپاین، شنا و تا حدی تنیس روی میز و شطرنج می‌باشد.

## رسانه‌ها
خبرگزار مثل: هندبال

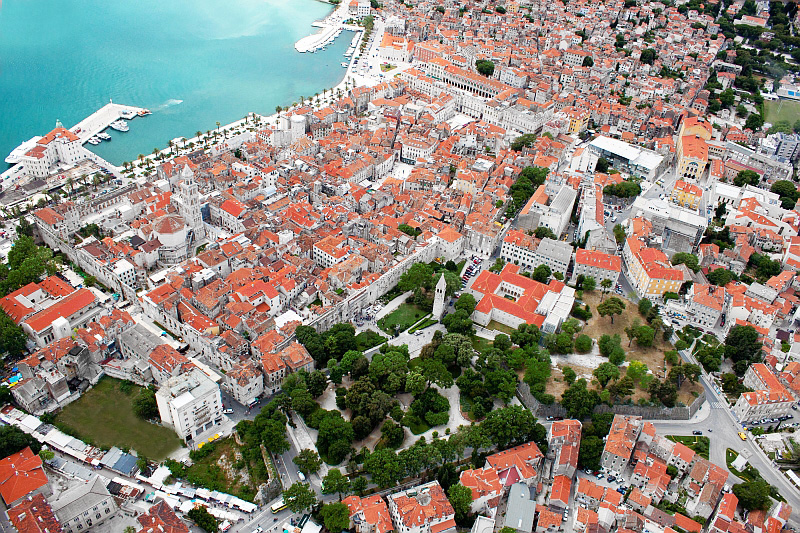
تصویر هوایی از شهر اسپلیت در اطراف کاخ دیوکلتیان امپراتور روم باستان

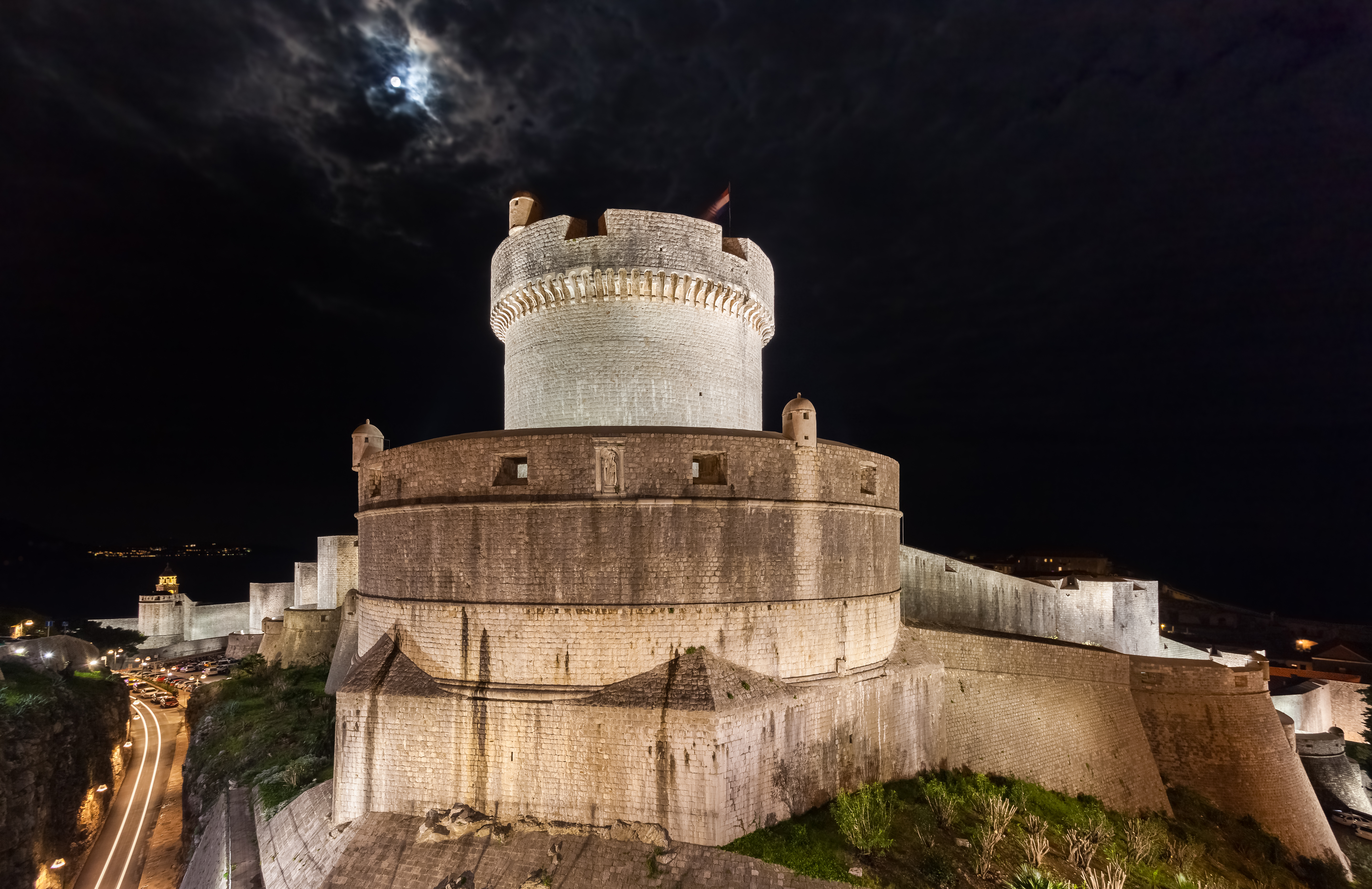
قلعه قرون وسطایی دوبرونیک در جریان من شهر دفاع کرد

بنگاه رسمی خبری کرواسی «هینا» نام دارد. این خبرگزاری با تصمیم دولت کرواسوان شروع به کار کرد. همچنین خبرگزاری‌های دیگری به نام بنگاه اطلاعاتی کاتولیک (IKA) که وابسته به کلیسای کاتولیک است در کرواسی فعالیت دارد.
خبرگزاری‌های خارجی نیز در کرواسی حضوری فعال دارند و بیشتر خبرگزاری‌های عمده جهان همچون خبرگزاری فرانسه، آسوشیتد پرس، رویترز، خبرگزاری ایتالیا (آسنا)، خبرگزاری صربستان (تانیوگ)، ایرنا (جمهوری اسلامی ایران)، خبرگزاری آلمان (DPA)، روما (ایتالیا)، خبرگزاری اسپانیا (EFE)، خبرگزاری کویت (کونا)، خبرگزاری UPA آمریکا، خبرگزاری تورا (بوسنی و هرزگوین) و خبرگزاری فلسطین (وفا) در زاگرب دفاتری دارند.
روزنامه‌ها
در کشور کرواسی ۸ روزنامه به زبان کرواتی منتشر می‌شوند. همچنین یک روزنامه به نام لا وس دِ پیپل به زبان ایتالیایی در بندر رییکا انتشار می‌یابد. علاوه بر این‌ها، تنها یک روزنامه ورزشی در کرواسی چاپ می‌شود که اسپرسکو نوویستی نام دارد؛ بنابراین مجموعاً ۱۰ روزنامه سراسری به‌طور روزانه در کرواسی به چاپ می‌رسند که مجموع شمارگان آنها به حدود یک میلیون نسخه در روز است. لازم است ذکر شود که پر تیتراژترین و اصلی‌ترین روزنامه کرواسی «وچرنی لیست» نام دارد که در زاگرب منتشر می‌شود و شمارگان آن بیش از ۲۰۰ هزار نسخه در روز است و تنها روزنامه عصر در کشور کرواسی است.